# Simon Superti
Simon Linus Victor Superti, född 12 december 1987 i Gottsunda församling, Uppsala län, är en svensk artist och musikproducent från Uppsala under aliaset Prodotto di Superti. Han har främst producerat musik åt  ODZ, Dani M, Z.E och Adel. År 2019 vann han en grammis som 'Årets producent'.
Superti har rötter i Italien.
Under hösten 2024 kommer Superti vara en av deltagarna i den femtonde säsongen av TV4s underhållningsprogram Så mycket bättre.